# Hoco de Daubenton
L'hoco de Daubenton (Crax daubentoni) és una espècie d'ocell de la família dels cràcids (Cracidae) que habita la selva i els boscos galeria del nord-est de Colòmbia i nord de Veneçuela.

## Descripció

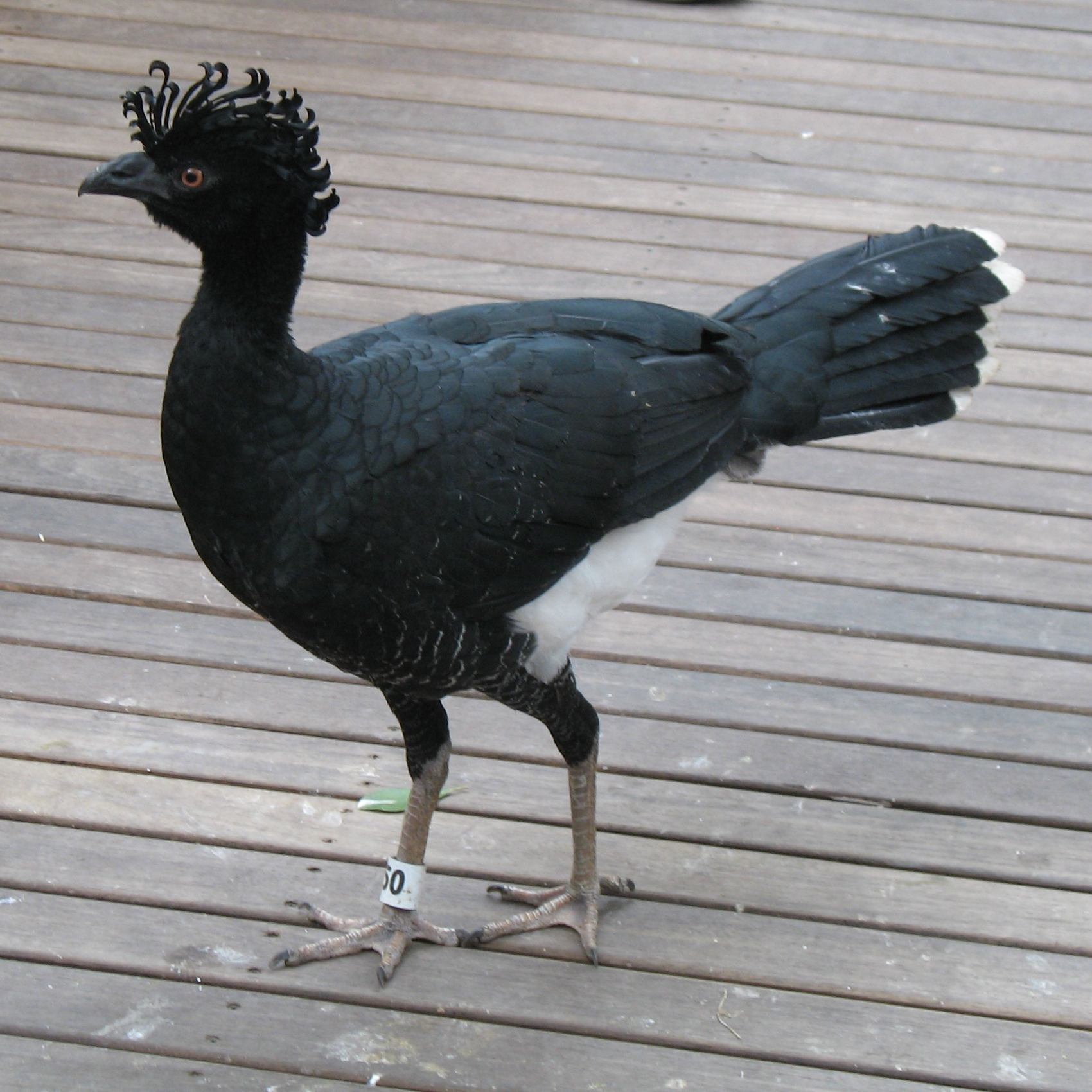
Femella

L'hoco de Daubenton fa entre 84 i 92,5 cm de llarg. Els mascles solen pesar entre 2.925 i 3.200 g, però es va trobar un que només pesava 1.625 g i una femella pesava 2.325 g. El mascle és l'únic hoco amb el cere i la carúncula grocs amb nusos. Els mascles i les femelles són majoritàriament negres, amb la part inferior del ventre, la zona de la cloaca i les puntes de les plomes de la cua blanques. Les femelles tenen el cere negre i una franja pàl·lida al pit i a la part inferior del ventre.

## Distribució i hàbitat
L'hoco de Daubenton es troba al nord de Veneçuela, fins als estats de Sucre i Monagas, i al nord-est de Colòmbia, immediatament adjacent. Habita principalment en boscos de galeria i matolls alts als llanos. També es troba a les valls i barrancs dels contraforts propers. En altitud, oscil·la entre els 500 i els 1.500 m a Colòmbia i entre els 100 i els 800 m a Veneçuela.

## Comportament

### Alimentació
Durant l'estació seca, l'hoco de Daubenton s'alimenta en grups familiars petits o en grups combinats de fins a 15 ocells. S'alimenta principalment de fruita i llavors amb quantitats molt petites de fulles, altres parts de plantes i també d'insectes. S'alimenta a tots els nivells, des del terra fins a les copes dels arbres.

### Reproducció
L'hoco de Daubenton fa la posta durant el maig i el juny, la primera part de l'estació de pluges. Sembla ser polígin. Construeix un niu ovalat de branques i lianes folrat amb fulles i herba i normalment el situa en un arbre i amagat per lianes. La mida de la posta és de dos ous.

### Cant i reclam
Els mascles d'hoco de Daubenton fan un xiulet descendent que recorda el llançament d'una bomba, de vegades combinat amb una exhibició de picar ales o un esclat. El primer són "4-10 cruixits ràpids d'ales per sobre de l'esquena de l'ocell, 'uapp!, uapp!, uapp!-uapp!-uapp!'". L'esclat es descriu com "uuumh...uhh".

## Taxonomia i sistemàtica
L'hoco de Daubenton (Gray, 1867) es classificava anteriorment com una subespècie de l'horco becblau (Crax alberti). És monotípic. Es va determinar que algunes subespècies proposades anteriorment per a ell eren híbrides o individus aberrants i, per tant, no es van adoptar.